# 須田貝ダム
須田貝ダム（すだがいダム）は、群馬県利根郡みなかみ町大字藤原字大芦、一級河川・利根川本川上流部に建設されたダムである。
東京電力リニューアブルパワーが管理する発電専用ダムで、堤高72.0mの重力式コンクリートダムである。完成当初は楢俣ダム（ならまたダム）と呼ばれたが、後に名称を現在の須田貝ダムへと変更した珍しい経歴を持つダムでもある。ダムによってできた人造湖は洞元湖（どうげんこ）と名付けられ、奥利根湖（矢木沢ダム）・藤原湖（藤原ダム）と共に奥利根三湖を形成する。

## 奥利根電源開発計画
須田貝ダムは、戦前に東京電燈が中心となって計画した「奥利根電源開発計画」の一環として計画され、そして計画に基づき建設された唯一の水力発電用ダムである。

### 戦前の経緯
戦前、人口の増加や軍需産業の発展により増え続ける電力需要を賄うため、全国各地で大正時代に引き続き水力発電の開発が推進されていた。当時電力行政を監督していた逓信省は1937年（昭和12年）より「第三次発電水力調査」計画を策定、技術的に可能である限りダム式発電所の建設を促進する方針を立てた。これにより大規模な発電専用ダムが各河川で計画されていたが、当時内務省土木試験所長・東京帝国大学教授であった物部長穂が「河水統制計画案」を発表。水系を一貫した河川開発を唱え、それは水力発電事業にも影響を与えた。
東京電燈は豊富な水量と落差を有する利根川に着目していた。特に利根川最上流部の奥利根地域は格好の開発地点であり、1935年（昭和10年）より「奥利根電源開発計画」を立ち上げた。これは矢木沢地点（現在の矢木沢ダム地点）と楢俣地点、そして宝川が合流する幸知地点の三箇所に発電用ダムを建設し、水力発電を行うというものである。この時楢俣地点に計画されたのが、須田貝ダムの原点である。同時期には群馬県が「利根川河水統制計画」を進めており、両者の計画概要はほぼ一致していたことから、共同事業として進められていった。
当初は矢木沢地点に高さ102.0m、楢俣地点に高さ130.0m、幸知地点に高さ53.0mのダムが計画され、この時点で須田貝ダムは日本最大のダム計画であった。ところが、逓信省は尾瀬に堤高85.0mのロックフィルダムを建設して尾瀬ヶ原に約3億トンの大貯水池を造り上部調整池とし、矢木沢ダムを下部調整池にして認可出力約40万kWという当時日本最大の水力発電計画・「尾瀬原ダム計画」を進め、「奥利根電源開発計画」は「尾瀬原ダム計画」に組み込まれることとなった。この時点で計画が変更され、幸知のダム計画は白紙となり楢俣のダム計画も大幅に縮小されたのである。事業主体はその後1939年（昭和14年）の「電力管理法」による日本発送電の成立によって東京電燈は解散し、以後日本発送電が計画を進めた。

### 戦後の経緯
終戦後、電力施設の空襲や水力発電施設の建設中止などにより電力事情は窮迫の度合いを強めて行った。逓信省に代わり電力行政を監督することになった商工省は引き続き尾瀬原ダム計画を推進し、「利根川・尾瀬原・只見川総合開発計画」を策定して事業の進捗を図った。ところが1947年（昭和22年）利根川に過去最悪の水害をもたらしたカスリーン台風によって首都・東京が水没したことから、利根川の河川開発は一気に治水中心へとシフトされていった。経済安定本部は諮問機関である治水調査会の審議を経て1949年（昭和24年）に利根川の新しい治水計画である「利根川改訂改修計画」を策定した。これに沿って河川行政を監督する建設省（現・国土交通省）は利根川上流に九基のダムを建設する計画を立案した。後の利根川上流ダム群である。
この計画で矢木沢地点（矢木沢ダム）と幸知地点（藤原ダム）が多目的ダム建設対象地点に組み込まれたことにより、両地点の発電ダム計画は事実上建設省に移管され、日本発送電は電気事業者として共同参画するに留まった。さらに尾瀬原ダム計画も只見川水利権を巡る福島県・新潟県と群馬県の対立に加え、1951年（昭和26年）の「電力事業再編令」により誕生した東京電力と東北電力の尾瀬を巡る対立、翌1952年（昭和27年）に発足した電源開発株式会社が只見川の水力発電事業に参入するに及んで、混沌とした状態に陥った。事態の収拾を図るため1953年（昭和28年）に「電源開発調整審議会」による調停が行われ、只見川の開発は電源開発と東北電力が主体となって行い、東京電力は尾瀬沼に水利権を持つにも拘らず「尾瀬原ダム計画」は棚上げとされた。
こうして戦前には最大で四基の大規模水力発電用ダムを有する大規模水力発電計画であった「奥利根電源開発計画」は河川行政と電力行政の激変の中で縮小に縮小を重ね、最後まで残ったのは楢俣地点のダム・発電所計画だけとなった。1952年よりダム本体の建設が始まり、三年という短期間で1955年（昭和30年）に完成した。

## 須田貝発電所

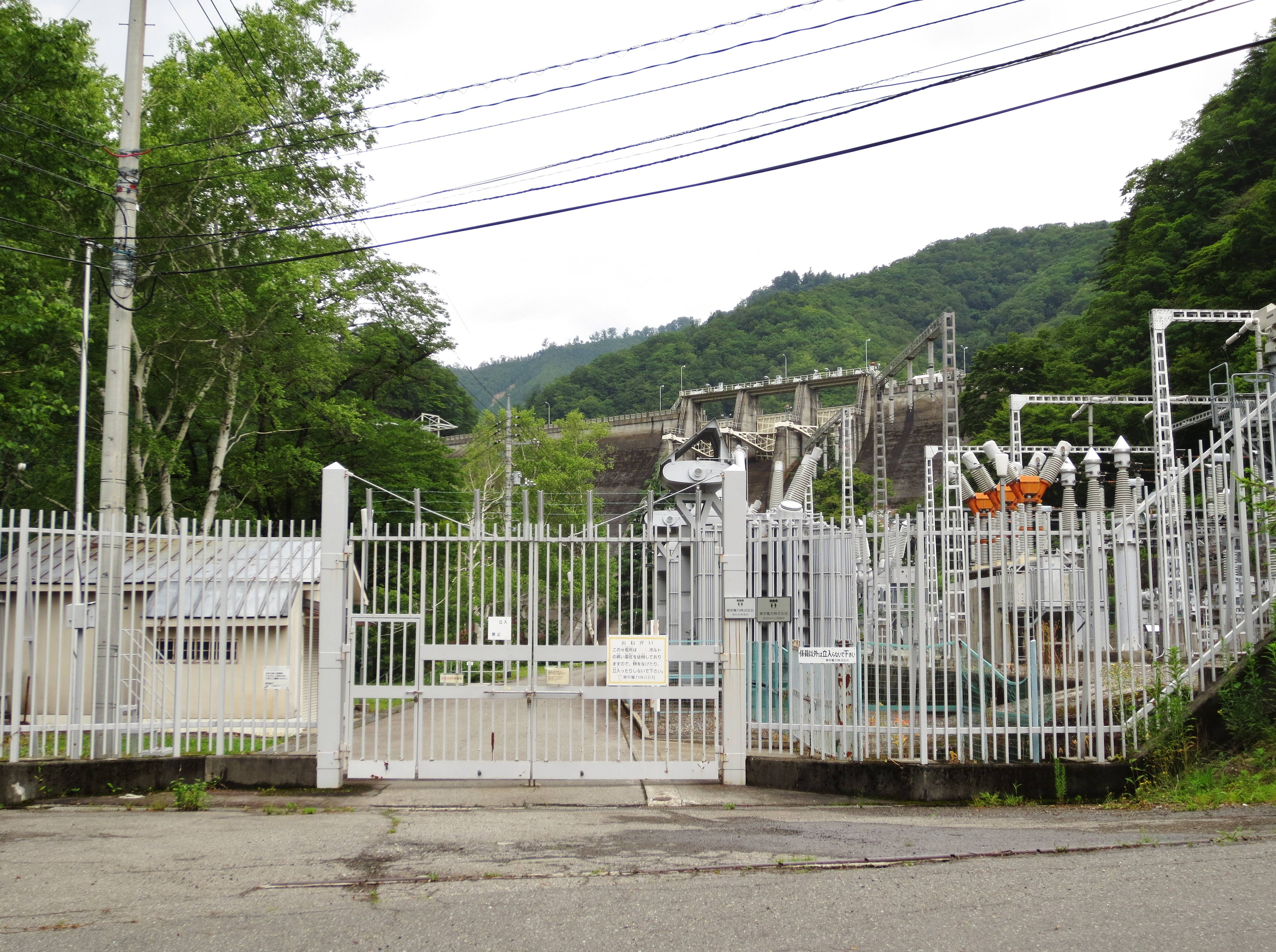
須田貝発電所

須田貝ダムは、利根川本川に建設された初のダムである。着工は下流の藤原ダムの方が早かったが、完成は須田貝ダムの方が藤原ダムより約二年早かった。これは藤原ダムに比べ補償交渉が余り難航しなかったことによる。ダムに付設して建設された須田貝発電所（認可出力：46,000kW）は、日本では初の施工例となった地下式の水力発電所である。
建設中の1953年（昭和28年）12月25日には、建設現場の縦坑内でダイナマイトが爆発して5人が死亡する事故も発生している。
1967年（昭和42年）には水資源開発公団（現・独立行政法人水資源機構）により矢木沢ダムが完成したが、この際に運転が開始された矢木沢発電所は河川の自流水を利用した自流混合式揚水発電所として建設され、矢木沢ダムを上部調整池、須田貝ダムを下部調整池として利用することとした。この矢木沢発電所の認可出力は240,000kWであり、利根川本川に建設された水力発電所としては、純揚水式発電所である玉原発電所（上部調整池：玉原ダム、下部調整池：藤原ダム）に次ぐ出力を誇る。発電された電気は首都圏に送られている。
ダム直下には東京電力のPR館があった。水力発電で使う実物大の水車や明治中期の水力発電黎明期に使用された発電用機器が展示され、また発電所の見学も行われており、実際に稼動している発電機を見学することもできた。

## 名称の変更

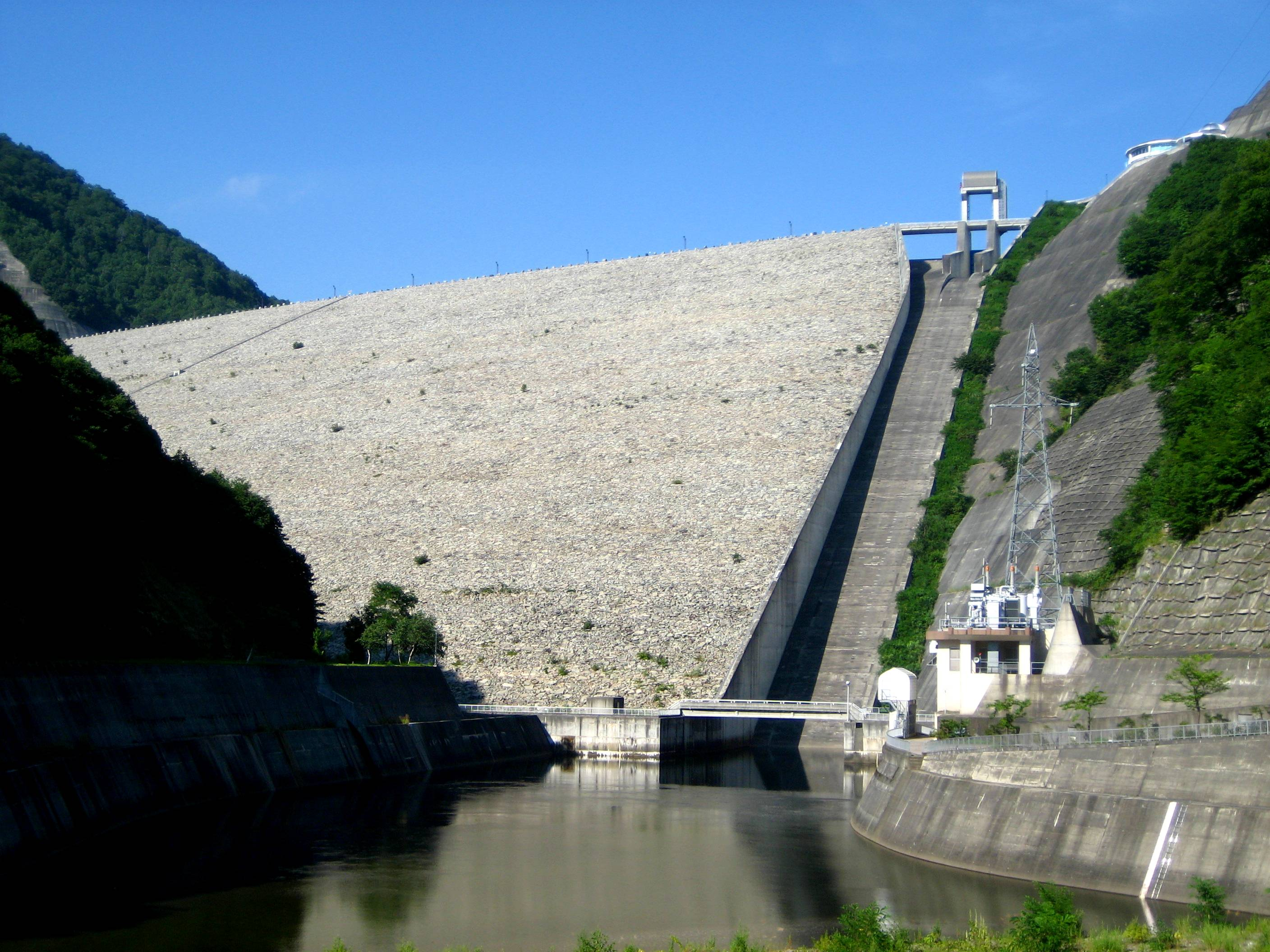
楢俣ダムを須田貝ダムに改称させた奈良俣ダム

ダム完成当時は楢俣ダムが正式名称であり、須田貝ダムの名前は地元の別称として使われていた。だが、洞元湖に注ぐ楢俣川に1973年（昭和48年）、「利根川水系水資源開発基本計画」に基づき、新しい多目的ダムとして奈良俣ダムの計画が立てられた。高さ158.0mという当時日本第3位の大規模ダムは首都圏の水がめとして水資源開発公団によって建設が進められ、1990年（平成2年）に完成した。
ところが、奈良俣ダムの完成によって、字こそ違えど読みが全く同一の「ならまたダム」が二つ、それも僅か数キロメートルという至近距離に存在するという事態になった。このような例は日本で過去に例が無く、そのままでは混乱を来たす可能性があった。そこで奈良俣ダム完成の同時期、東京電力は「楢俣ダム」の名称を変更することになり、地元を中心に通用していた「須田貝ダム」を正式名称とした。通称が後に正式名称となったダムは前例が無いが、読みに関してはこの後同じ東京電力管理の玉原ダムが、当初「たまはらダム」であった所を地元の呼称に合わせて「たんばらダム」とした例がある。

## 洞元湖

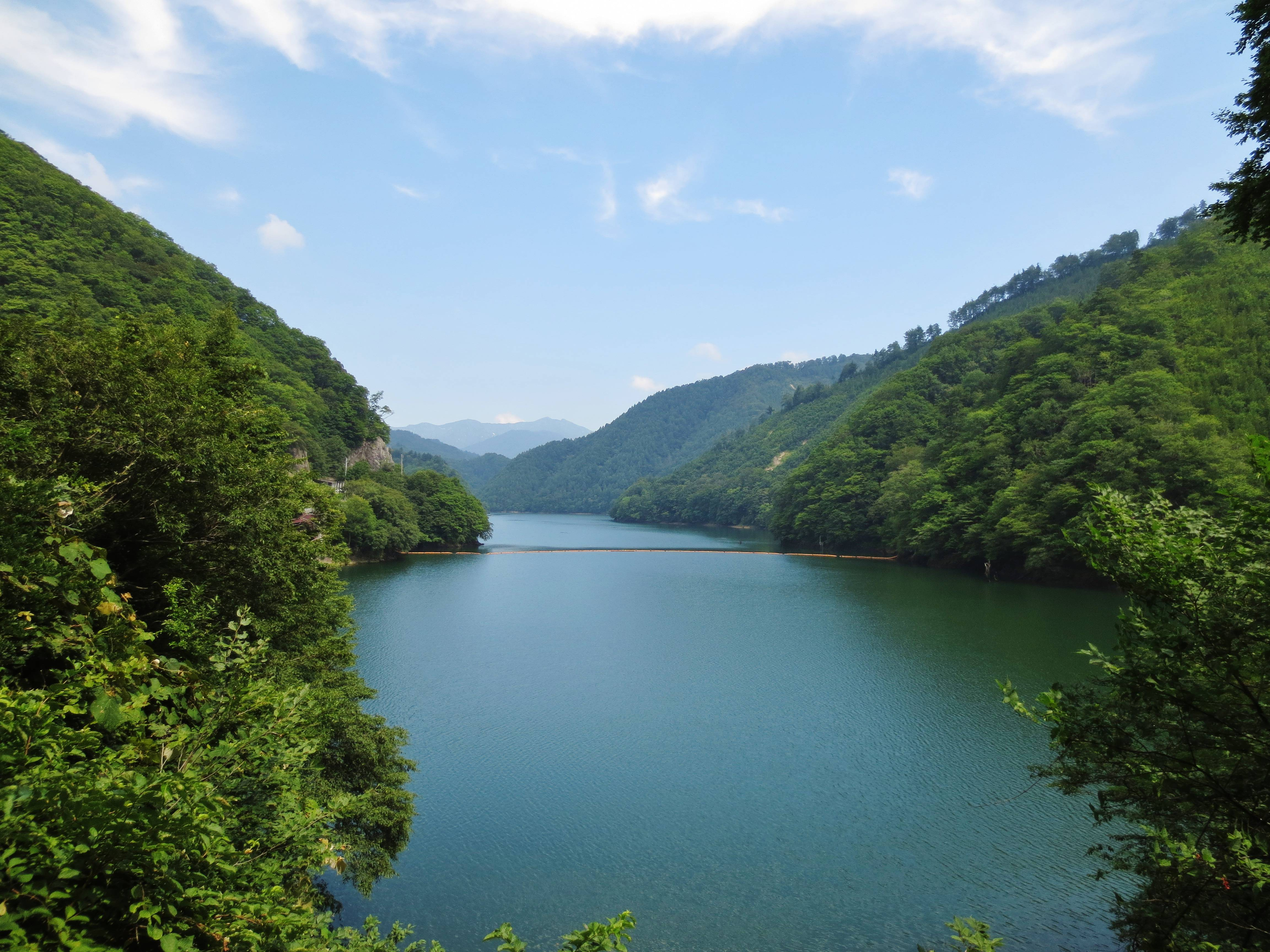
洞元湖

ダムによって出来た人造湖・洞元湖であるが、湖に注ぐ洞元の滝より命名されている。近くには宝川温泉や湯の小屋温泉があり、秘境の温泉地として知られている。なお、須田貝ダムから右折すると奈良俣ダム、直進すると矢木沢ダムへと通じている。春先の雪融けシーズンにはダムからの放流が見られるが、毎年6月～7月の間、年一回だけ矢木沢ダムと奈良俣ダムの試験放流が行われる。この時にも須田貝ダムは放流を行うため、下流の藤原ダムを含めて利根川上流の四ダムが一斉に放流する珍しい光景を目にすることができる。この時には多くの見物客が訪れる。
ダムへは関越自動車道・水上インターチェンジより国道291号を水上温泉・湯檜曽温泉方面へ進み、大穴地点で群馬県道63号水上片品線へ右折する。途中道路が二つに分岐するが、何れからもダムへは行く事が出来る。直進すれば藤原ダム方面へ向かい、左折すれば藤原湖を経ずに宝川温泉までショートカットできる。